# Bücherei im Bahnhof
Die Bücherei im Bahnhof befindet sich auf zwei Etagen im Gebäude des Bahnhofs Veitshöchheim. Dieser wurde 1855 errichtet und steht unter Denkmalschutz. Die Bibliothek ist eine Einrichtung der Gemeinde Veitshöchheim.

## Ausstattung
Die Bücherei beschäftigt zwei Mitarbeiterinnen und einen Mitarbeiter, seit Oktober 2020 unter der Leitung von Astrida Wallat. Der Bestand umfasst ca. 26.000 ausleihbare Medien, darunter Bücher, Zeitschriften, CDs, CD-ROMs, Tonies, Tigercards, Spiele und DVDs. Im November 2022 wurde unter dem Namen „Güter-Bahnhof“ zudem eine Bibliothek der Dinge eingerichtet. Somit können auch einzelne Gegenstände wie ein Popcornmaker, eine Nintendo Switch, eine Slackline oder Backformen entliehen werden. Aufgrund der guten Resonanz wird dieser Bestandsbereich weiter ausgebaut. Im März 2023 realisierte die Bücherei in Kooperation mit dem örtlichen Gymnasium als Leseförderprojekt ein eigenes Kinderbuch unter dem Titel „Die kleine Lokomotive Veit“. Darin wird Erstleserinnen und Erstlesern auf fantasievolle Weise das Lesen nahegebracht. Erstklässler erhalten das Büchlein im Format 13 × 13 cm künftig in die Schultüte.
In der Bibliothek stehen neun Computer zur Internetrecherche zur Verfügung. Daneben bietet die Bibliothek auch Tageszeitungen, Ausstellungen und Veranstaltungen. Es besteht die Möglichkeit, Medien, die nicht zum Bestand der Bibliothek gehören, per Fernleihe zu bestellen. Medien werden auch angeliefert und wieder abgeholt, sodass an einem Bibliotheksbesuch gehinderte Menschen Zugang zum Bestand erhalten.
2020 wurde die Bücherei zum wiederholten Mal innenarchetektonisch überarbeitet. 
Mit konstant ca. 140.000 Ausleihen und ca. 60.0000 Besuchern pro Jahr liegt die Bücherei im Bahnhof weit über dem statistischen Mittel anderer bayerischer Bibliotheken dieser Größe.

## Auszeichnungen
- 2009: Gütesiegel „Bibliotheken – Partner der Schulen“
- 2013–2015: BIX-Bibliotheksindex Gold in allen Leistungsbereichen
- 2015: Kinderbibliothekspreis der Bayernwerk AG (dotiert mit 5.000 €)
- 2021: Bayerischer Bibliothekspreis Hauptpreis (dotiert mit 10.000 €)[9]